# Theodor Schwann
Pour les articles homonymes, voir Schwann.
Theodor Ambrose Hubert Schwann, né le 7 décembre 1810 à Neuss et mort le 11 janvier 1882 à Cologne, est un physiologiste, histologiste et cytologiste allemand. Parmi ses nombreuses contributions scientifiques, il faut noter le développement de la théorie cellulaire, la découverte des cellules de Schwann dans le système nerveux périphérique, la découverte de la pepsine et de son rôle dans la digestion, la découverte du rôle de la levure dans la fermentation alcoolique ainsi que l'invention du terme « métabolisme »,.

## Biographie

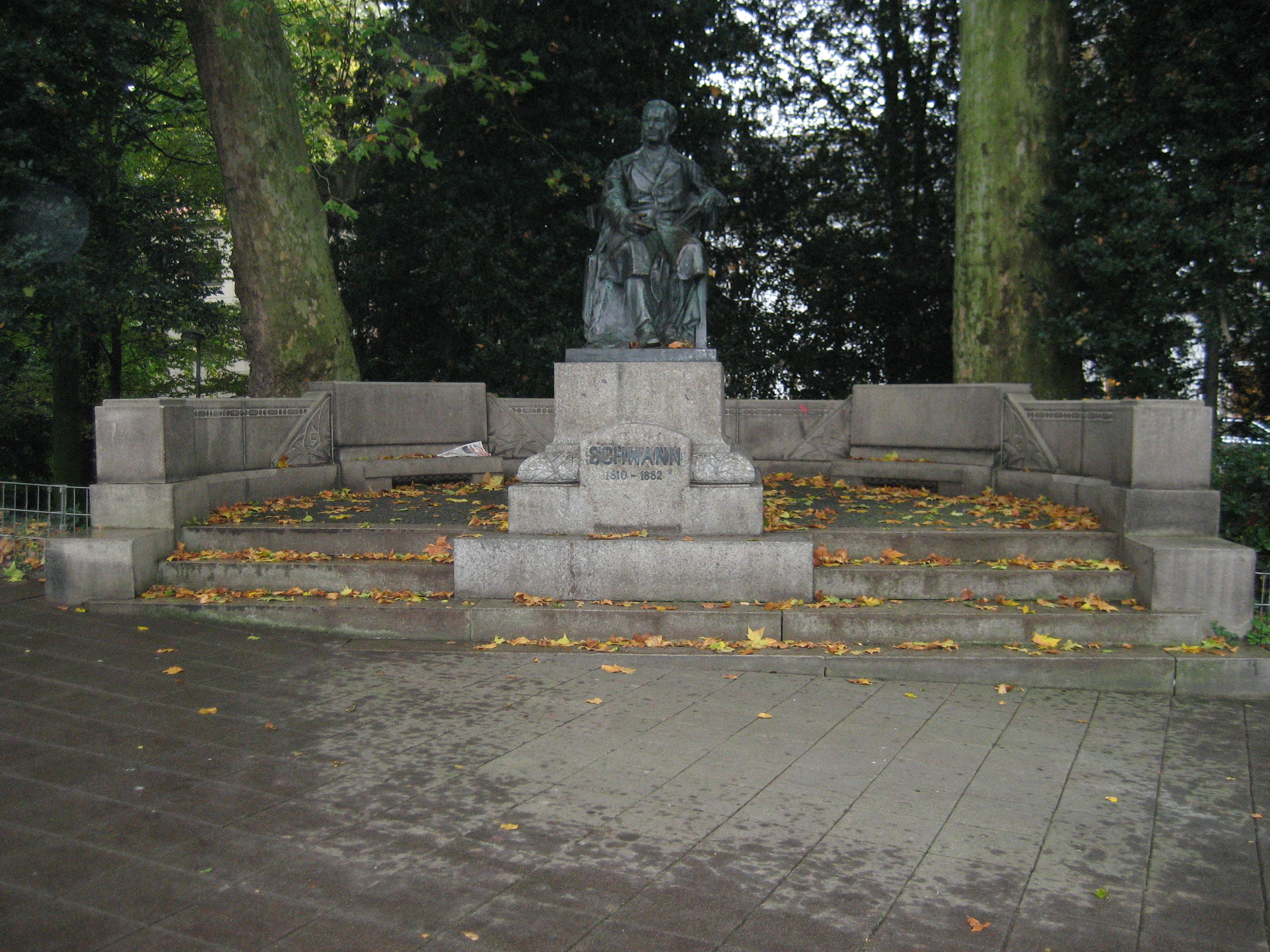
Statue en granit de Theodor Schwann à Neuss.

Theodor Schwann est né à Neuss, une ville sur la rive droite du Rhin en face de Düsseldorf, le 7 décembre 1810 quand la région était sous l'administration du premier empire français. Son père, d'abord orfèvre puis imprimeur, était très agile de ses mains. Theodor développe auprès de son père des talents de bricoleur et construit des machines. Il fait ses études au collège des Jésuites de Cologne. Il commence ses études de médecine à l'université de Bonn où il rencontre Johannes Peter Müller, professeur de physiologie, dont il devient brièvement l'assistant. Il poursuit ses études de médecine à Würtzbourg, et les termine à Berlin où il obtient son doctorat en 1834. Müller, qui est désormais professeur d'anatomie et de physiologie à Berlin, l'incite à faire une carrière de recherche et lui propose un poste d'assistant au musée d'anatomie.
Schwann fait toutes ses découvertes importantes pendant les quatre ans qu'il passe à Berlin dans le laboratoire de Müller. En 1838, l'Université Catholique de Louvain lui propose un poste de professeur d'anatomie qu'il accepte. En 1848, son compatriote et confrère Antoine Frédéric Spring, professeur de botanique à Liège, l'incite à prendre la chaire d'anatomie à l'Université de Liège.
Theodor Schwann était un homme de caractère égal et agréable. Il était fervent catholique et, dans ses dernières années, s'est intéressé à des problèmes théologiques.
En 1878, il se retire à Cologne où il meurt le 11 janvier 1882.

## Œuvre

### Berlin (1834-1838)
C'est pendant les quatre ans qu'il passe dans le laboratoire de Müller à l'Hôpital de la Charité à Berlin que Theodor Schwann fait ses importantes découvertes. Müller préparait son gros Manuel de physiologie humaine et Schwann l'assistait dans ses expériences. C'est ainsi que Schwann porte son attention sur les tissus nerveux et musculaire.

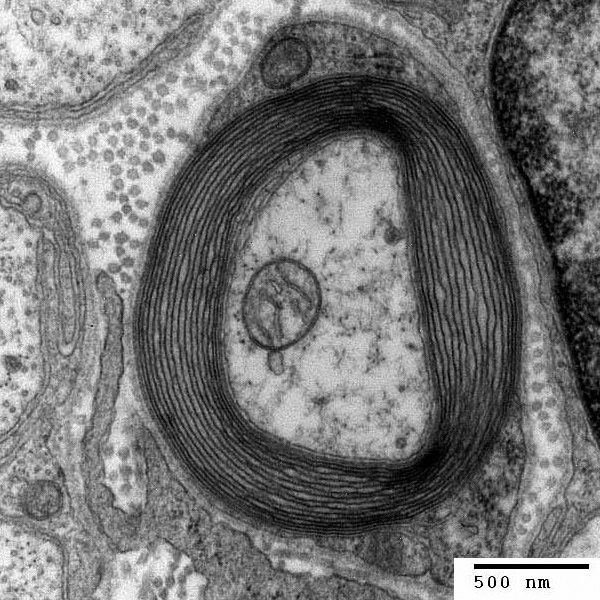
Coupe d'un axone en microcopie électronique. Les couches circulaires empilées (myéline) constituent la gaine de Schwann.

Il découvre dans les fibres du système nerveux périphérique, des cellules, appelées aujourd'hui cellules de Schwann, recouvertes d'une couche protectrice, constituant ce qu'on appelle aujourd'hui la gaine de Schwann.
Il découvre le muscle strié dans l'œsophage supérieur. Il initie les recherches sur la contraction musculaire qui seront poursuivies par Emil du Bois-Reymond.
Müller attira aussi l'attention de Schwann sur le processus de la digestion. Schwann montra que, dans l'estomac, elle dépend essentiellement d'une enzyme, la pepsine.

#### Vitalisme et génération spontanée
Schwann a été le premier des élèves de Müller à rompre avec le traditionnel vitalisme et à travailler à une explication physico-chimique de la vie.
Plusieurs observateurs avaient remarqué que les levures se multipliaient pendant la fermentation alcoolique. En même temps que Charles Cagniard de Latour, et indépendamment de lui, Schwann établit en 1836 que la levure est la cause primaire de la fermentation. La thèse avait déjà été soutenue en 1787 par Adamo Fabbroni. Schwann affirmait en plus que la levure était une cellule vivante. Il s'ensuivit une controverse virulente avec d'éminents chimistes qui reprochaient à Schwann de tourner le dos au progrès scientifique et de retourner au vitalisme. Ce qui était paradoxal, car Schwann était un adversaire de la théorie de la génération spontanée. Schwann montra en 1837 que si l'air est chauffé (puis refroidi) avant de pouvoir exercer son influence sur les substances (infusions)  où il est censé faire naître la vie, la vie n'apparaît pas.
En 1857, Louis Pasteur reprit et confirma les expériences de Schwann ainsi que son interprétation. Ce qui éteignit la controverse et permit à Pasteur de poursuivre les recherches sur la fermentation alcoolique.
Rétrospectivement, on peut considérer que toute la théorie des germes de Pasteur, ainsi que les applications anti-septiques de Joseph Lister, trouvent leur origine dans les travaux de Theodor Schwann.

#### Théorie cellulaire
En 1837, Matthias Jakob Schleiden, professeur de botanique à l'Université d'Iéna, observe que, chez les végétaux, les noyaux des nouvelles cellules sont issus des noyaux des anciennes cellules. Un jour qu'il déjeune avec Schwann, la conversation tourne autour du noyau des cellules végétales. Schwann se souvient alors avoir vu des structures semblables dans les cellules de notochorde (comme Müller l'avait montré) et voit immédiatement l'importance de relier les deux observations. La ressemblance entre les noyaux des cellules végétales et les noyaux des cellules animales est rapidement confirmée par les deux chercheurs et le résultat apparait dans le célèbre article intitulé « Recherches microscopiques sur la similarité de structure et de développement des cellules animales et végétales ». Il existe une traduction intégrale de ce texte en anglais et un résumé en français. Dans cet ouvrage, Schwann écrit que « tout organisme vivant est composé de cellules et de produits issus des cellules ». La théorie cellulaire (déjà esquissée par Raspail et Dutrochet) est définitivement établie. Il introduit aussi dans son livre un nouveau terme : « métabolisme » (du grec moderne : μεταβολή metabolē, « changement ») .

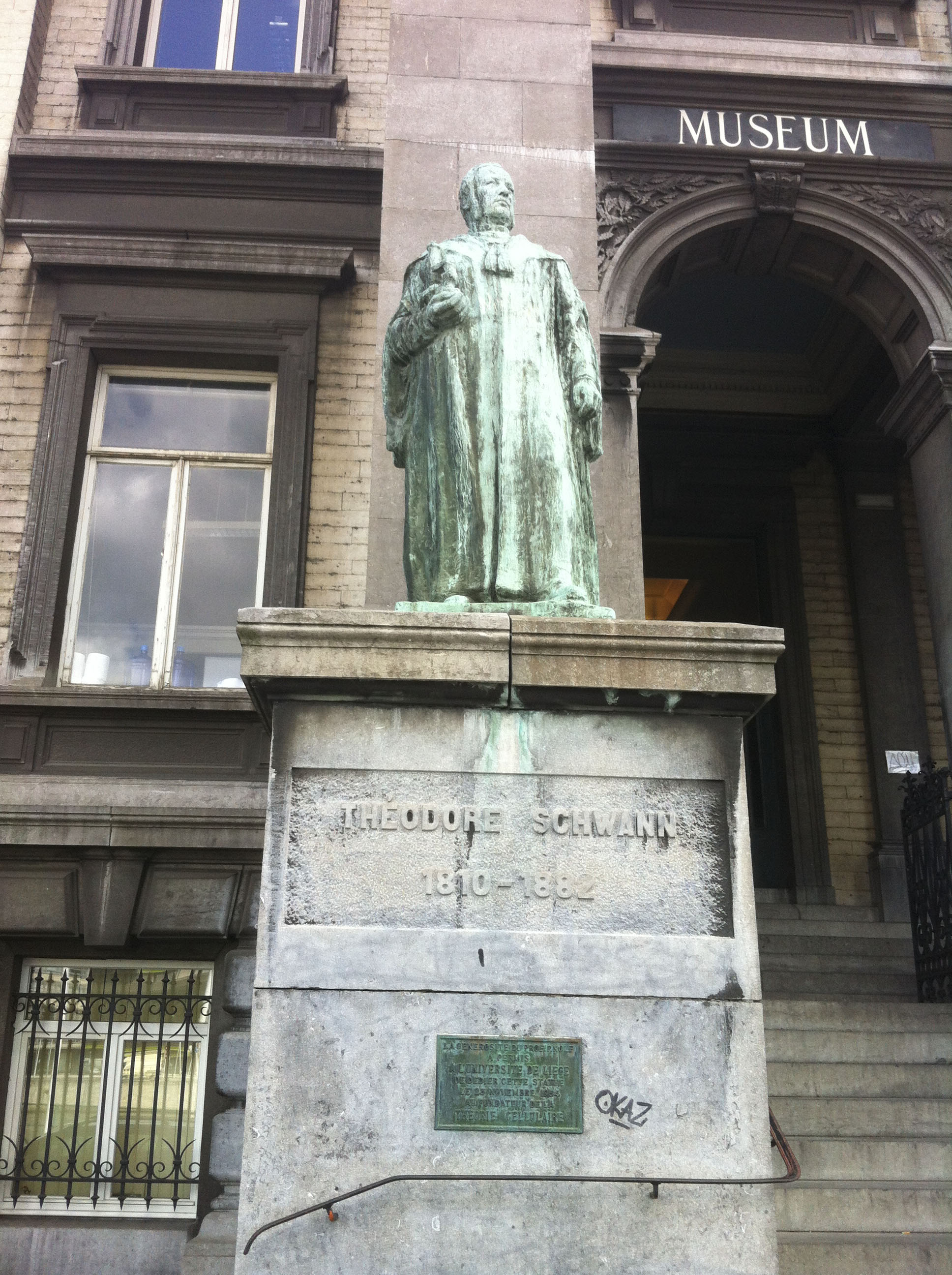
Statue en bronze de Theodor Schwann à l'entrée de l'Institut de Zoologie, quai Van Beneden, à Liège (réalisée par Alfred Courtens en 1954).

Au cours de ses recherches pour prouver la théorie cellulaire, Schwann balaye le champ entier de l'histologie. Il démontre l'origine cellulaire de la croissance et de la différenciation de la plupart des tissus, ongles, plumes, émail des dents, etc. Il établit le principe de base de l'embryologie en observant que l'œuf est une cellule unique qui, par la suite, se développe en un organisme complet.
En 1857, Rudolf Virchow, alors professeur de pathologie à Wurzbourg, proposa la maxime: « omnis cellula e cellula ». À partir de 1860, la théorie cellulaire, c'est-à-dire la vue selon laquelle la cellule est la structure anatomique élémentaire des plantes et des animaux, est communément acceptée.

### Louvain (1838-1847)
Quand il devient professeur à l'Université catholique de Louvain, Schwann se consacre à ses enseignements et à ses étudiants. Il produit très peu de nouveaux travaux. Il démontra l'importance de la bile dans la digestion. Il écrit un article sur les phénomènes périodiques.

### Liège (1848-1878)
À Liège, il se tient au courant de l'avancée des recherches en anatomie et physiologie mais ne publie plus. Il s'intéresse à l'ingénierie médicale et invente des machines. Il crée notamment un respirateur pour travailler dans des environnements irrespirables.

## Hommages
À Liège, sur le quai Édouard van Beneden (Outremeuse), l'escalier monumental de l'Institut de Zoologie de l'Université est flanqué des statues de Theodor Schwann et de son successeur Édouard van Beneden. Toujours dans le quartier d'Outremeuse, se trouve la rue Théodore Schwann.